# 九龍巴士41R線
九龍巴士41R線是香港的一條巴士路線，由香港體育館往長青。

九龍巴士241R線是香港的一條特別巴士路線，由佐敦（匯民道）往長青，只在西九文化區舉行大型活動後提供服務。

## 歷史
2004年6月5日：投入服務。只在香港體育館舉行活動散場後行走，是因應運輸署及警方為了針對日趨嚴重的非法屋邨巴士違規經營影響交通秩序，決定大力取締該等巴士線，而要求九巴開辦的特別服務，路線在紅磡香港體育館上客後便取道快速公路直達荃葵青。
港鐵九龍南綫已於2009年8月16日通車，由香港體育館可乘西鐵綫直達荃灣西站或於南昌站／美孚站轉乘東涌綫／荃灣綫直達荃葵青，但由於不少於香港體育館舉行的演唱會，有機會趕不及西鐵綫尾班車時間（00:25由紅磡站開出）；而取道東鐵綫／觀塘綫九龍塘站前往荃葵青要最少作兩次轉乘，散場觀眾基本上只能乘搭本路線直達荃葵青，因此對本線影響不大。
2018年12月15日起，本路線改為直駛葵涌道前往青山公路－葵涌段，不再繞經葵芳及葵興；並於青山公路 – 葵涌段增設「健全街」巴士站，以配合36R線投入服務。
- 2022年1月1日：配合西九文化區「香港跨年倒數演唱會」活動於該天凌晨結束，241R線投入服務。[3]

## 服務時間
香港體育館開
- 於活動完結後約15分鐘起提供服務，客滿即開

## 收費
41R
全程：$16.9
| - 本線設有12歲以下小童及65歲或以上長者半價優惠。 - 65歲或以上香港居民使用「樂悠咭」，以及12歲以下合資格殘疾兒童使用「殘疾人士身份」個人八達通繳付車資，均可享有每程$2.0或半價（以較低者為準）的票價優惠；12至64歲合資格殘疾人士使用「殘疾人士身份」個人八達通（包括「樂悠咭」），以及60至64歲香港居民使用「樂悠咭」繳付車資，均可享有每程$2.0或全費（以較低者為準）的票價優惠。 - 65歲或以上長者如使用長者或一般個人八達通繳付車資，則只可享有半價優惠；12至64歲合資格殘疾人士如不使用「殘疾人士身份」個人八達通，以及60至64歲人士如不使用「樂悠咭」繳付車資，必須繳付全費。 - 乘客可以現金或八達通於上車時付款，不設找續。 - 每位成人乘客可免費攜帶最多兩名4歲以下而不佔座位的兒童乘客乘車，超額之4歲以下小童必須繳付小童車費乘車。 - 持有「九巴月票」之乘客在車票有效期內，每日可享最多10程任何九龍巴士及龍運巴士路線（包括本路線，以及聯營路線的九龍巴士／龍運巴士提供的班次；惟乘搭機場「A」及「NA」線則可享原價二七折優惠（不會計算每天10次合資格車程））；而B1線則每日可享最多各2程（不會計算每天10次合資格車程）。 - 九龍巴士、城巴、龍運巴士及陽光巴士全職員工及家屬（不包括外判職員）可免費乘搭本路線，惟必須拍職員或職員家屬八達通。 - 乘客亦可透過多元化電子支付系統（e度嘟）繳付車資，包括使用非接觸式VISA卡、JCB卡、萬事達卡、銀聯卡、美國運通、大來國際、Discover Card、Apple Pay、Google Pay、Samsung Pay、AlipayHK「易乘碼」、支付寶、WeChatHK／微信支付「搭車碼」、銀聯雲閃付「乘車碼」及BOC Pay「乘車碼」。乘客使用此付款方式，使用此支付方式的乘客可享有中途下車之分段收費，以及與其他九巴／龍運獨營路線或聯營線九巴／龍運班次之轉乘優惠，惟不適用於與非九巴／龍運路線之轉乘優惠，亦不能享有「公共交通費用補貼計劃」及「長者及合資格殘疾人士公共交通票價優惠計劃」。 |

241R
全程：$18.3
| - 本線設有12歲以下小童及65歲或以上長者半價優惠。 - 65歲或以上香港居民使用「樂悠咭」，以及12歲以下合資格殘疾兒童使用「殘疾人士身份」個人八達通繳付車資，均可享有每程$2.0或半價（以較低者為準）的票價優惠；12至64歲合資格殘疾人士使用「殘疾人士身份」個人八達通（包括「樂悠咭」），以及60至64歲香港居民使用「樂悠咭」繳付車資，均可享有每程$2.0或全費（以較低者為準）的票價優惠。 - 65歲或以上長者如使用長者或一般個人八達通繳付車資，則只可享有半價優惠；12至64歲合資格殘疾人士如不使用「殘疾人士身份」個人八達通，以及60至64歲人士如不使用「樂悠咭」繳付車資，必須繳付全費。 - 乘客可以現金或八達通於上車時付款，不設找續。 - 每位成人乘客可免費攜帶最多兩名4歲以下而不佔座位的兒童乘客乘車，超額之4歲以下小童必須繳付小童車費乘車。 - 持有「九巴月票」之乘客在車票有效期內，每日可享最多10程任何九龍巴士及龍運巴士路線（包括本路線，以及聯營路線的九龍巴士／龍運巴士提供的班次；惟乘搭機場「A」及「NA」線則可享原價二七折優惠（不會計算每天10次合資格車程））；而B1線則每日可享最多各2程（不會計算每天10次合資格車程）。 - 九龍巴士、城巴、龍運巴士及陽光巴士全職員工及家屬（不包括外判職員）可免費乘搭本路線，惟必須拍職員或職員家屬八達通。 - 乘客亦可透過多元化電子支付系統（e度嘟）繳付車資，包括使用非接觸式VISA卡、JCB卡、萬事達卡、銀聯卡、美國運通、大來國際、Discover Card、Apple Pay、Google Pay、Samsung Pay、AlipayHK「易乘碼」、支付寶、WeChatHK／微信支付「搭車碼」、銀聯雲閃付「乘車碼」及BOC Pay「乘車碼」。乘客使用此付款方式，使用此支付方式的乘客可享有中途下車之分段收費，以及與其他九巴／龍運獨營路線或聯營線九巴／龍運班次之轉乘優惠，惟不適用於與非九巴／龍運路線之轉乘優惠，亦不能享有「公共交通費用補貼計劃」及「長者及合資格殘疾人士公共交通票價優惠計劃」。 |

## 途經街道
(2)41R
經：暢運道、柯士甸道、柯士甸道西、連翔道、西九龍公路、青葵公路、葵涌道、青山公路（葵涌段、荃灣段）、大涌道、荃灣路、荃青交匯處、青荃路、擔杆山交匯處、青敬路、長安巴士總站、擔杆山路、擔杆山交匯處、楓樹窩路、楓樹窩路迴旋處、青衣鄉事會路、涌美路及青康路。
241R由匯民道開出，經佐敦道後返回連翔道41R原線。

### 沿線車站

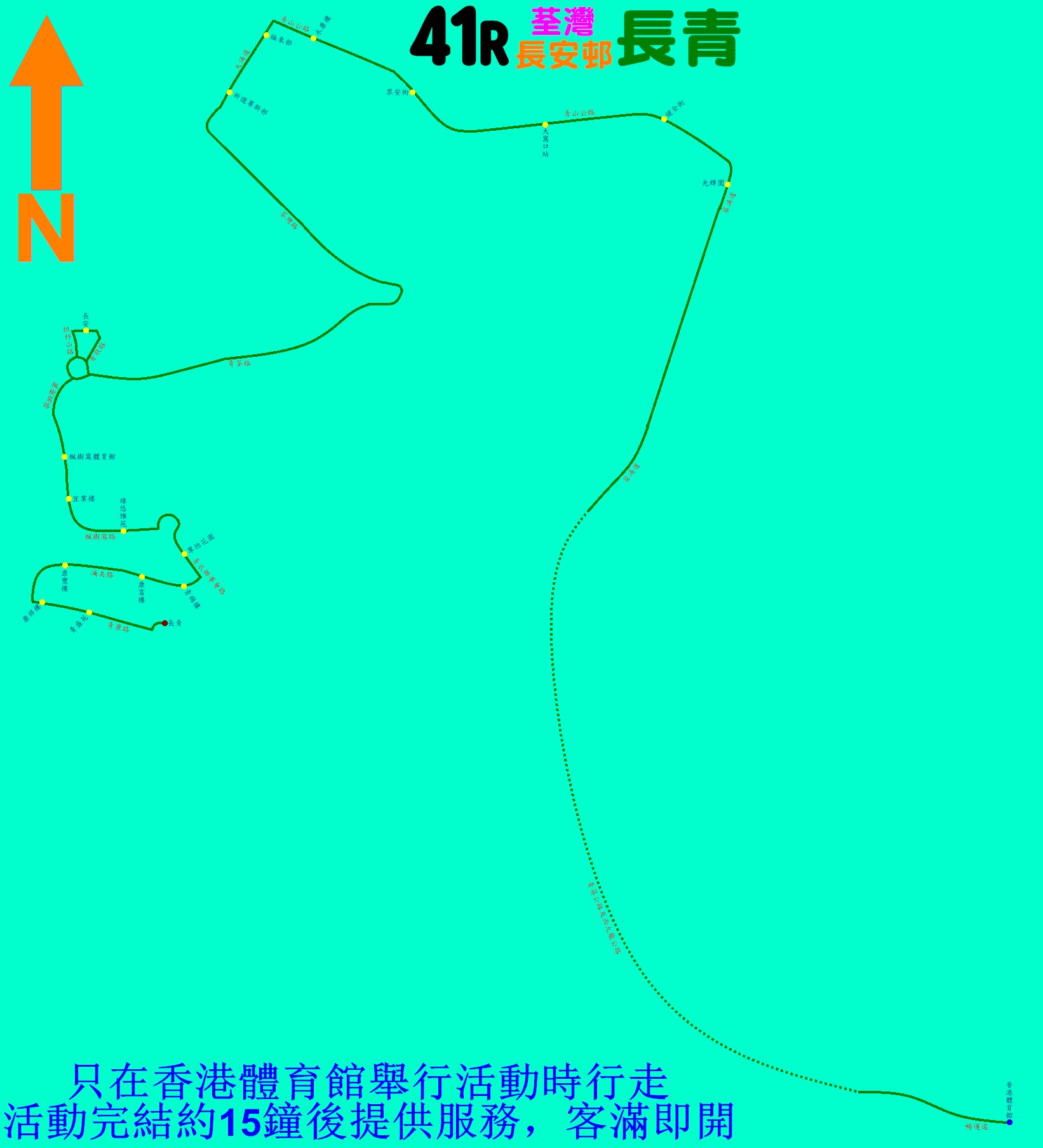
41R線的走線圖

| 香港體育館開                         | 香港體育館開 | 香港體育館開 | 佐敦（匯民道）開 | 佐敦（匯民道）開 | 佐敦（匯民道）開 |
| 序號                                 | 車站名稱     | 位置         | 序號             | 車站名稱         | 位置             |
| ------------------------------------ | ------------ | ------------ | ---------------- | ---------------- | ---------------- |
| 1                                    | 香港體育館   | 暢運道       | 1                | 西九龍站         | 匯民道           |
| （兩線在此交匯，其後路線及車站相同） |              |              |                  |                  |                  |
| 西九龍公路及青葵公路；葵涌道         |              |              |                  |                  |                  |
| 序號                                 | 序號         | 車站名稱     | 車站名稱         | 位置             | 位置             |
| 2                                    | 2            | 健全街       | 健全街           | 青山公路－葵涌段 | 青山公路－葵涌段 |
| 3                                    | 3            | 大窩口站     | 大窩口站         | 青山公路－葵涌段 | 青山公路－葵涌段 |
| 4                                    | 4            | 眾安街       | 眾安街           | 青山公路－荃灣段 | 青山公路－荃灣段 |
| 5                                    | 5            | 福來邨永康樓 | 福來邨永康樓     | 青山公路－荃灣段 | 青山公路－荃灣段 |
| 6                                    | 6            | 大涌道福來邨 | 大涌道福來邨     | 大涌道           | 大涌道           |
| 7                                    | 7            | 祈德尊新邨   | 祈德尊新邨       | 大涌道           | 大涌道           |
| 荃灣路；青荃路                       |              |              |                  |                  |                  |
| 8                                    | 8            | 長安巴士總站 | 長安巴士總站     | 長安巴士總站     | 長安巴士總站     |
| 9                                    | 9            | 楓樹窩體育館 | 楓樹窩體育館     | 楓樹窩路         | 楓樹窩路         |
| 10                                   | 10           | 青衣邨宜業樓 | 青衣邨宜業樓     | 楓樹窩路         | 楓樹窩路         |
| 11                                   | 11           | 綠悠雅苑     | 綠悠雅苑         | 楓樹窩路         | 楓樹窩路         |
| 12                                   | 12           | 翠怡花園     | 翠怡花園         | 青衣鄉事會路     | 青衣鄉事會路     |
| 13                                   | 13           | 長青邨青梅樓 | 長青邨青梅樓     | 涌美路           | 涌美路           |
| 14                                   | 14           | 長康邨康富樓 | 長康邨康富樓     | 涌美路           | 涌美路           |
| 15                                   | 15           | 長康邨康豐樓 | 長康邨康豐樓     | 涌美路           | 涌美路           |
| 16                                   | 16           | 長康邨康祥樓 | 長康邨康祥樓     | 青康路           | 青康路           |
| 17                                   | 17           | 青盛苑       | 青盛苑           | 青康路           | 青康路           |
| 18                                   | 18           | 長青巴士總站 | 長青巴士總站     | 長青巴士總站     | 長青巴士總站     |